# Würzburger Straße (Fürth)

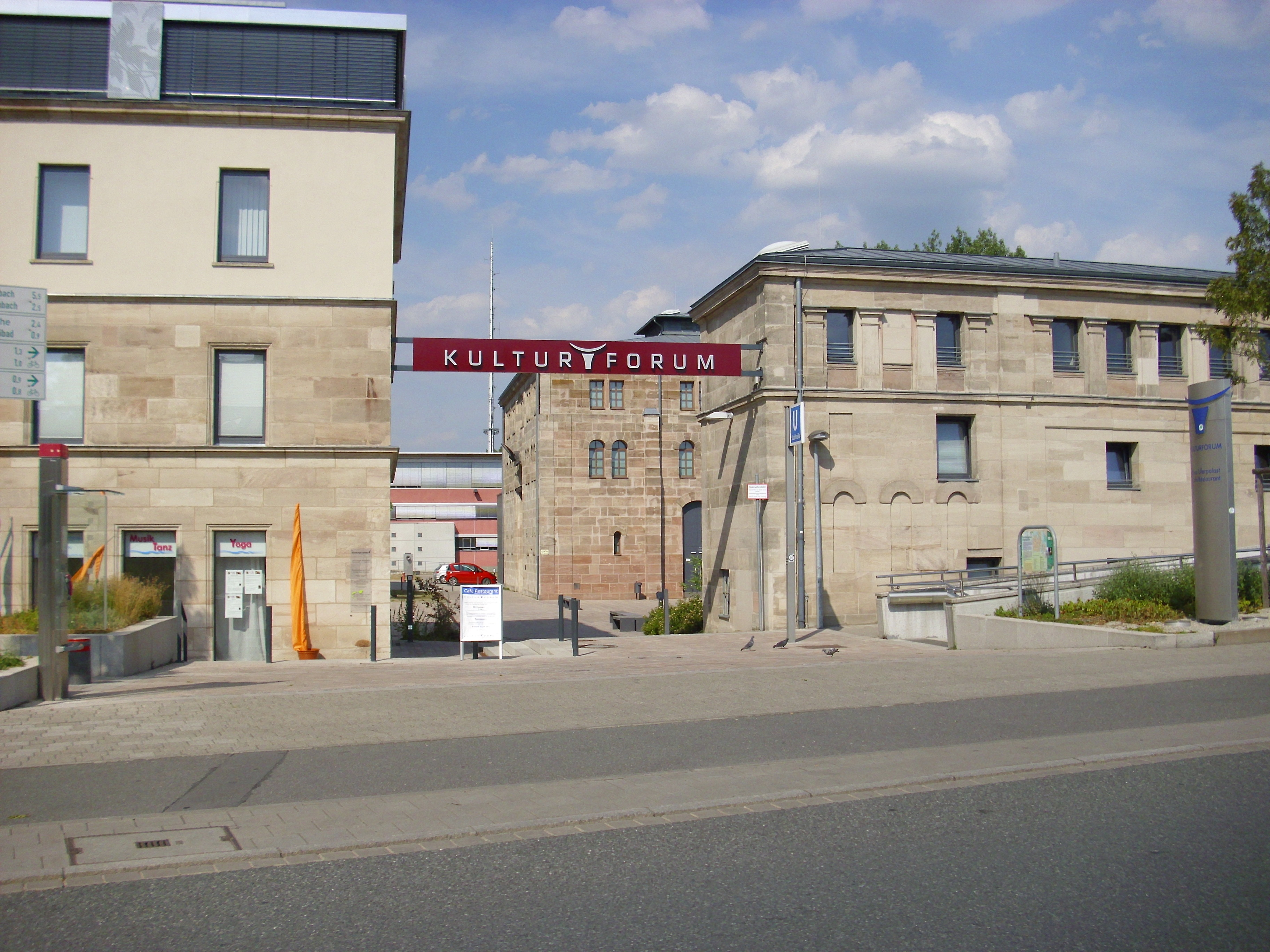
Das Kulturforum von der Würzburger Straße aus gesehen

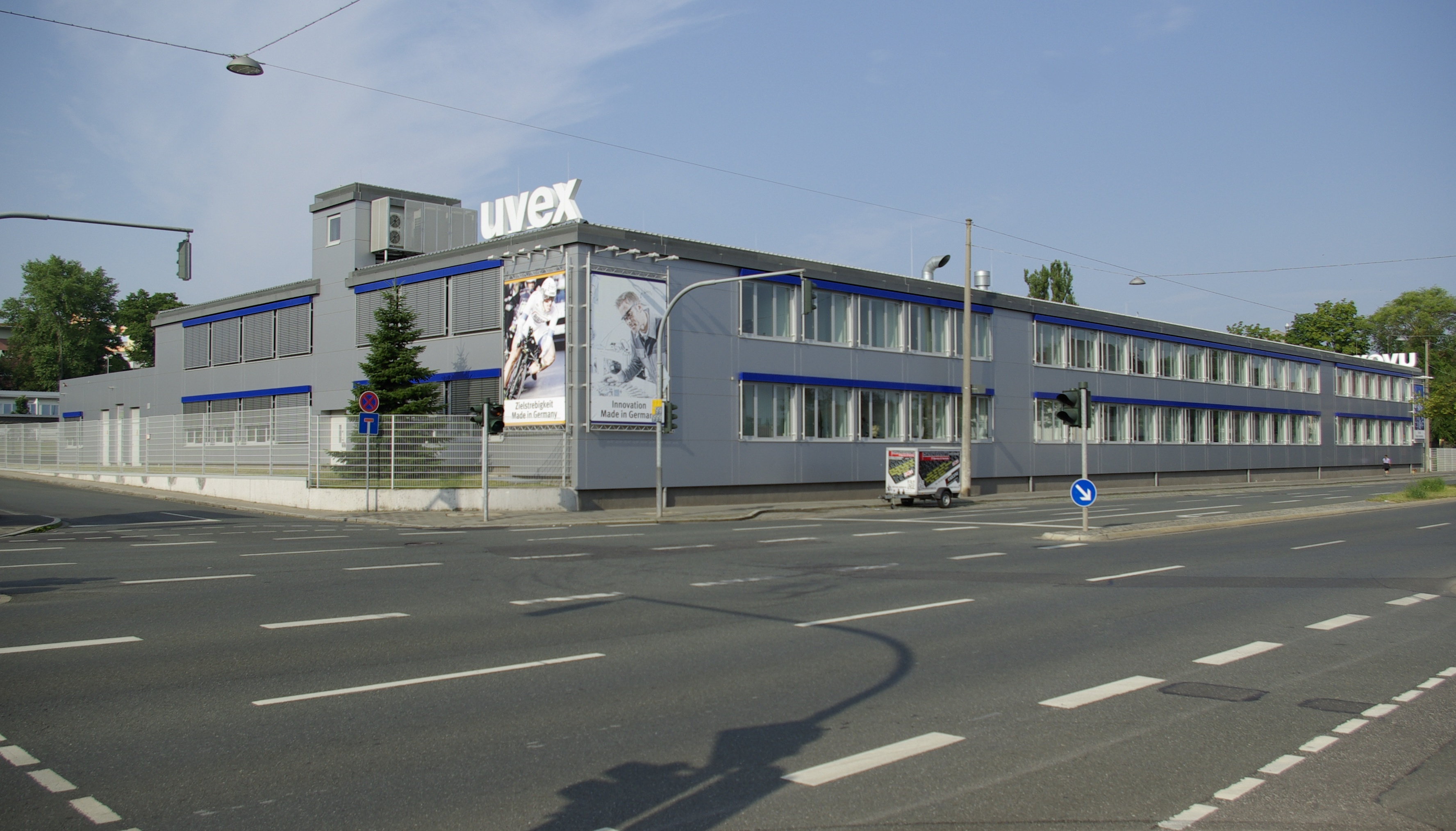
Firma Uvex von der Würzburger Straße aus gesehen

Die Würzburger Straße in Fürth führt vom Kulturforum kurz vor der Altstadt bis zum Baseballplatz der Fürth Pirates nach Burgfarrnbach. Mit ihrer Länge von über 6 km ist sie die längste Straße in Fürth.

## Verlauf
Die Würzburger Straße beginnt bei der Maxbrücke über die Rednitz, in deren Nähe sich nach einer gängigen, aber nicht unumstrittenen Vermutung die Furt befand, von der Fürth seinen Namen hat. Von dort aus verläuft sie stadtauswärts in westlicher Richtung zunächst am Kulturforum und über dem U-Bahnhof Stadthalle der Linie U1 vorbei, bis sie zur B8 gewidmet wird.
Daraufhin überquert sie den Scherbsgraben auf der Flutbrücke über den Wiesengrund, die täglich von 45.000 Kraftfahrern benutzt wird, führt kurz an dem nach einer Fürther Kaufmannsfamilie benannten Platz Billinganlage mit einigen Baudenkmalen entlang und passiert die Fürther Persil-Uhr.
Dann verlässt sie die Flussniederung mit aufgespaltenem Verkehrsfluss: Südlich läuft die Würzburger Straße stadteinwärts als zweispurige Einbahnstraße. Stadtauswärts heißt die Strecke zwischen der Billinganlage und der St.-Martin-Kirche Hochstraße. Diese Aufteilung in Einbahnstraßen hatte der Stadtplaner Walter Lambert im Jahr 1963 vorgeschlagen, um die Straßenbahn Nürnberg auf den Stadtteil Hardhöhe verlängern zu können; später wurde das Fürther Teilnetz statt der Verlängerung aber abgeschafft.
Über dem U-Bahnhof Klinikum befinden sich die Kirche Christkönig und der Haltepunkt Fürth-Klinikum (bis 2022 Fürth-Unterfarrnbach) der S-Bahnlinie S1 an der Bahnstrecke Nürnberg–Bamberg, ab hier befindet sich die Straße auf der Hardhöhe. Hier befinden sich namhafte Unternehmen wie Uvex, Siemens und Atos. Nachdem der Nürnberger Flughafen im Zweiten Weltkrieg zerstört worden war, wurde hier ein provisorischer Flughafen eingerichtet, der von 1950 bis 1955 betrieben wurde (nicht zu verwechseln mit dem früheren Flughafen Atzenhof etwas weiter nördlich).
Nach der Hardhöhe, wo die Straße nördlich an das unbebautes Gebiet entlang des Farrnbachs stößt, beginnt südlich der Würzburger Straße das Gewerbegebiet Hardhöhe West. Dort befinden sich neben anderen Betrieben die Firmenzentralen der Lebensmitteleinzelhändler Norma (mit benachbartem Logistikzentrum) und Ebl-Naturkost. Als der Versandhandelskonzern Quelle dieses Gelände bebauen wollte, gab es Planungen, dort die U-Bahn um einen Bahnhof „Kieselbühl“ zu erweitern; nach der Quelle-Insolvenz wurden sie aber bislang nicht realisiert.
Dahinter überquert die Würzburger Straße den Main-Donau-Kanal und die Bahnstrecke Fürth–Würzburg. Kurz vor der Abfahrt Fürth-Burgfarrnbach/Hardhöhe der Südwesttangente biegt sie nach Burgfarrnbach ab und ist ab hier nicht mehr als B8 gewidmet, sondern bis zum Kapellenplatz als Kreisstraße FÜs 2.
Das bebaute Gebiet des Stadtteils Burgfarrnbach beginnt etwa dort, wo die Straße zwischen dem Park von Schloss Burgfarrnbach und dem Viadukt der Bahnstrecke nach Würzburg den Farrnbach überquert.
Neben den in den östlicheren Stadtteilen an der Würzburger Straße gelegenen Baudenkmalen verfügt sie in Burgfarrnbach noch über einige weitere.
Wo die Straße schließlich das Stadtgebiet in Richtung Seukendorf verlässt, ist mit dem „Ballpark“ der Fürth Pirates die Hausnummer 700 erreicht.